# صنعت موسیقی

مایکل جکسون، از محبوب‌ترین خوانندگان قرن بیستم

صنعت موسیقی صنعتی است متشکل از افراد و شرکت‌هایی که از طریق ساخت و عرضه و فروش اجراهای زنده‌ی موسیقی، موسیقی‌های ضبط شدهٔ استودیویی و موزیک ویدیوهای ساخته شده از آهنگها یا قطعات بی‌کلام به کسب درآمد مشغولند.

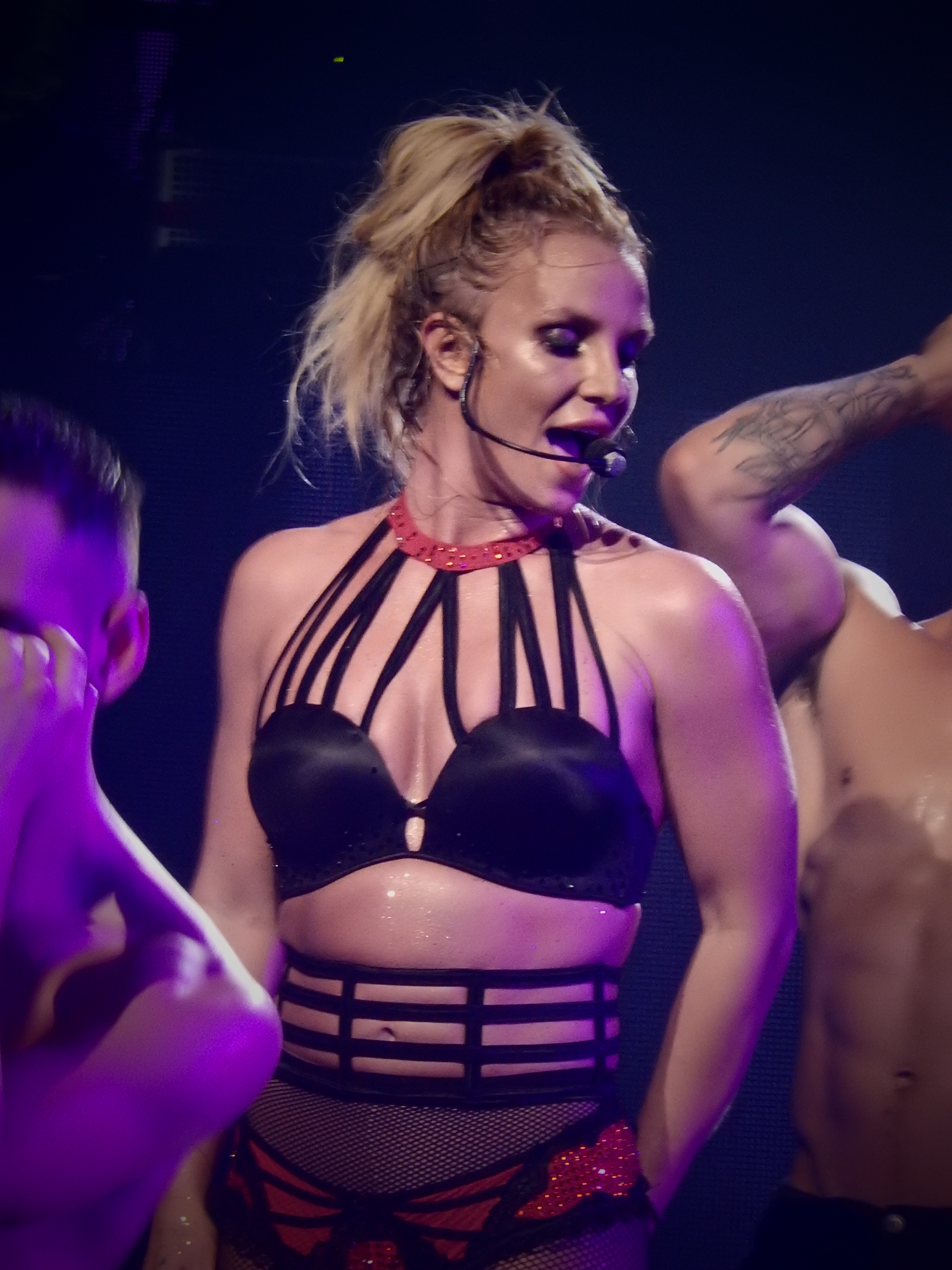
بریتنی اسپیرز

ریانا

ترانه‌سراها و آهنگ سازها که آهنگ‌های جدید را می‌سازند؛
خوانندهها، نوازنده‌ها‍، رهبران ارکستر و مدیران گروه‌های موسیقی که موسیقی را اجرا می‌کنند. کمپانی‌ها و افراد حرفه‌ای که قطعات موسیقی یا موسیقی‌های ارکستری را ایجاد و منتشر می‌کنند عبارتند از پخش‌کننده‌های ترانه و آهنگ به خواننده‌ها و نوازنده‌ها و شرکت‌های نشر موسیقی، تهیه‌کنندهها، استودیوهای ضبط، مهندسین صدا، لیبل‌های موسیقی، مغازه‌های فروش موسیقی یا فروشگاه‌های اینترنتی و نگهداران حقوق آثار موسیقایی و کسانی که به سازماندهی و نمایش موسیقی کمک می‌کنند مثل: افراد واسطه بین هنرمندان و سازندگان و کمپانی‌ها، افراد بازاریاب و تبلیغ‌کننده، سالن‌های کنسرت و همچنین تکنسین‌ها و تدارکات چی‌های تورهای کنسرت‌های موسیقی. این صنعت همچنین افراد دیگری را هم شامل می‌شود مانند: افراد حرفه‌ای که به کمک و دستیاری و راهنمایی هنرمندان در مسیر عمر هنریشان مشغولند مثل مدیران برنامه خواننده‌ها و گروه‌ها، پیدا کنندگان استعداد و رابط‌های بین هنرمند و شرکت‌ها و مدیران اقتصادی و وکلای صنعت سرگرمی. همچنین دست‌اندرکاران پخش رسانه‌ای موسیقی یعنی: رادیوهای ماهواره‌ای، رادیوهای اینترنتی، رادیوها و ایستگاه‌های تلویزیونی؛ مطبوعات و روزنامه‌نگاران موسیقی و منتقدان موسیقی، آموزگاران و دانشجویان موسیقی، کارخانه‌های ساخت ساز و ابزار آلات موسیقی و همچنین خیلی‌های دیگر.

## انحصار موسیقی

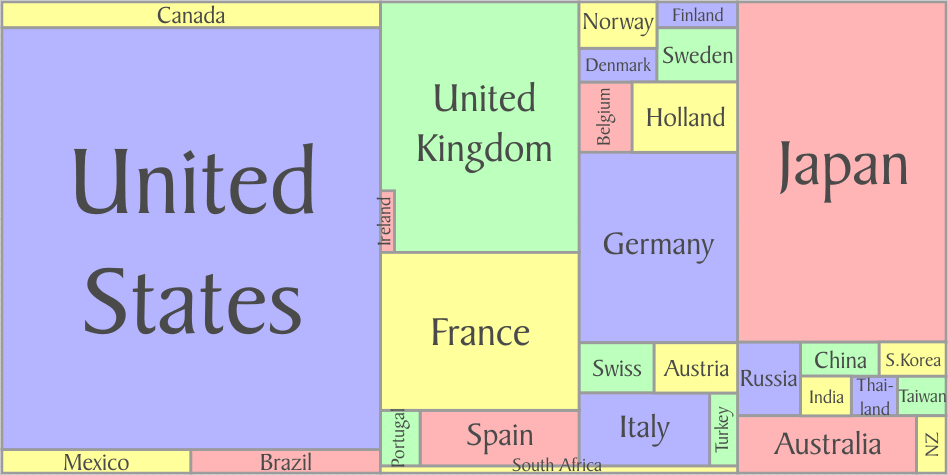
میزان سهیم بودن کشورها در صنعت موسیقی

اما اکنون بازار موسیقی جهانی در دستان چهار شرکت است و این چهار برند بزرگ با به‌دست گرفتن ۷۰ درصد بازار جهانی و ۸۰ درصد بازار ایالات‌متحده به نوعی یک الیگوپولی (یا انحصار چندگانه) ایجاد کرده‌اند. شرکت‌های کوچک در رقابت با این شرکت‌ها یا هضم می‌شوند و به بزرگ‌ترها می‌پیوندند یا حذف شده و ورشکست می‌شوند. صنعت موسیقی در قرن بیستم انحصاری بوده و بیش از ۷۵ درصد آن تنها به چهار برند مهم سونی میوزیک، ئی‌ام‌آی، وارنر و یونیورسال تعلق داشت. این صنعت هم‌اکنون نیز همین روال را دارد و انحصار چهارگانه همچنان بر بازار موسیقی جهان حاکم است. دو شرکت «سونی» و «وارنر» در صنعت سینما نیز حضور داشته و یکی از ۶ شرکت انحصاری هالیوود محسوب می‌شوند.

## شرکت موسیقی ئی‌ام‌آی
این مجموعه بخشی از گروه ئی‌ام‌آی بوده و در سال ۱۸۹۷ تأسیس شده‌است که یکی از قدیمی‌ترین شرکت‌های ضبط در جهان به‌شمار می‌رود. دفتر مرکزی ئی‌ام‌آی در شهر لندن قرار دارد. نزدیک به هفت هزار کارمند (در ۵۰ کشور) در این شرکت مشغول به کار هستند.

## یونیورسال میوزیک
یونیورسال میوزیک به‌عنوان رهبر بازار جهانی موسیقی شناخته می‌شود و در فروش جهانی ۵/۲۶ درصد سهم بازار را در اختیار دارد. عملیات جهانی یونیورسال شامل توسعه، فروش، بازاریابی و توزیع موسیقی می‌شود. اینها با کمک مجوزها و سرمایه‌گذاری‌های مشترک در ۷۵ کشور به‌دست می‌آید که تقریباً ۹۸ درصد بازار موسیقی را تشکیل می‌دهد.

## وارنر میوزیک گروپ
گروه موسیقی وارنر (WMG) تنها شرکت موسیقی است که به‌صورت عمومی در بورس اوراق بهادار نیویورک معامله می‌شود. این شرکت بیش از چهار هزار کارمند دارد و در بیش از ۵۰ کشور جهان، فعالیت می‌کند.

## سونی میوزیک
سونی یکی دیگر از چهار شرکت اصلی است. در عرصه بین‌المللی، این شرکت دارای چندین شرکت بزرگ و معتبر مانند «Columbia Records, Epic Records و Legacy Recordings» است. اما سوال اینجاست که این شرکت‌ها با وجود مسائلی که فضای مجازی و تغییرات تکنولوژیکی پدید آورده است، چگونه توانسته‌اند صنعت موسیقی جهانی را از آن خود کنند؟ یکی از برجسته‌ترین راه‌های فروش اینترنتی موسیقی، نرم‌افزارهای تلفن همراه هستند. «اپل» نرم‌افزار «استور آی تونز» خود را در ۲۰۰۳ راه‌اندازی کرد. اپل قراردادی را با تمام شرکت‌های بزرگ برای توزیع موسیقی‌هایشان به‌واسطه استور آنلاین خودش امضا کرد و این به‌معنای یک موفقیت بزرگ برای بازار موسیقی آنلاین بود. بعد از آن به تدریج استورها تأسیس شدند. مدل اروپایی آی تونز شرکت موسیقی «Spotify» است که از ۲۰۱۱ وارد بازار اروپا شده‌است. مدل‌های کسب‌وکار در صنعت موسیقی در دوره فعلی به چهار بخش عمده تقسیم می‌شود: مدل خرید تک آهنگ یا آلبوم به صورت مستقیم، مدل اشتراک، مدل‌های رایگان مبتنی بر تبلیغات، مدل deal 360.